# تونكت (أمطيل)
تونكت هو دُوَّار يقع بجماعة زينات، إقليم تطوان، جهة طنجة تطوان الحسيمة في المملكة المغربية. ينتمي الدوّار لمشيخة أمطيل التي تضم 4 دواوير. يقدر عدد سكانه بـ 1529 نسمة حسب الإحصاء الرسمي للسكان والسكنى لسنة 2004.

## روابط خارجية
- البوابة الوطنية للجماعات الترابية نسخة محفوظة 12 مارس 2018 على موقع واي باك مشين.
- المندوبية السامية للتخطيط